# Лама (притока Шоші)
Ла́ма (рос. Лама) — річка в Росії, у Московській та Тверській областях. Права притока річки Шоша (басейн Волги).

## Походження назви
Назву річки виводять з балтійських мов і пов'язують з терміном lama: пор. латис. lama («вузька довга долина», «маленький ставок, калюжа»). Припускають, що в мові балтійського населення північного заходу Підмосков'я I тисячоліття н. е. (плем'я голядь) це слово могло означати і «річка, що протікає вузькою довгою долиною».

## Гідрографія
Довжина річки 139 км. Площа басейну — 2 330 км². Ширина русла до 6 м у верхів'ях та до 45 м у гирлі. Глибина від 0,5 м у верхів'ях до 6 м у нижній течії. Живлення снігове. Пересічні витрати води — 8,5 м³/с. Льодостав з листопада по березень-квітень.
Річка бере початок на Смоленсько-Московській височині з невеликого болота біля села Себенки. Тече спочатку на північний захід, але потім плавно повертає на північний схід. Впадає справа до річки Шоша біля села Павельцево, за кілька кілометрів до впадання останньої до Іваньковського водосховища. Середня та нижня течії розташовані на території Завидовського заповідника.
Притоки: Селесня, Колп'яна, Велика Сестра, Мала Сестра, Яуза.

## Історія
В давні часи по річці проходили водні торгові шляхи з річки Волги до річки Москва («волок на Ламі»). Судноплавна від села Синцово. У верхів'ї, на правому березі розташовується місто Волоколамськ (XII ст.).
На берегах розвинений туризм. Верхня течія знаходиться серед хвойних та мішаних лісів. У селі Ярополець була збудована перша в СРСР сільська ГЕС. Зруйнована 1941 року під час бойових дій, відновлена 1980 року як пам'ятка історії.